# Lophuromys luteogaster
Lophuromys luteogaster је врста глодара из породице мишева (Muridae). 

## Распрострањење
ДР Конго је једино познато природно станиште врсте.

## Станиште
Врста Lophuromys luteogaster има станиште на копну.

## Угроженост
Ова врста није угрожена, и наведена је као последња брига јер има широко распрострањење.

### Популациони тренд
Популациони тренд је за ову врсту непознат.